# Kościół Trójcy Przenajświętszej w Gierwiatach
Kościół Trójcy Świętej w Gierwiatach – kościół parafialny w Gierwiatach.
Należy do parafii Trójcy Przenajświętszej w Gierwiatach.

## Historia
Pierwszy drewniany kościół w Gierwiatach ufundował biskup wileński Jan przed 1536 roku. Popadł on w ruinę i w 1621 biskup Eustachy Wołłowicz ufundował nowy, również drewniany p.w. Trójcy Św. Spłonął on w 1736 r. W latach 20. XIX w. kosztem kolatora Macieja Domeyki dokonano generalnego remontu kościoła. W 1860 Kazimierz Domeyko ufundował murowaną dzwonnicę i w 1862 r. remont budynku. Kolejny przeprowadzono w latach 1894-1895. Trzy lata później kościół został rozebrany.
Na jego miejscu w latach 1899–1903 w wzniesiono nowy w stylu neogotyckim. Świątynia została poświęcona 8 września 1904 roku. Ze względów formalnych projekt firmowany był przez wileńskiego architekta gubernialnego Aleksieja Połozowa, w istocie był dziełem inż. Ignacego Olszewskiego, brata miejscowego proboszcza (był prawdopodobnie autorem modyfikacji projektu). Podczas budowy kościoła, koło zaścianka Gibirdy, na pd. wsch. od Gierwiat uruchomiono cegielnię, by produkowała cegły specjalnie dla świątyni. Z okolicy dostarczano tysiące kurzych jaj dziennie, które oprócz wapna, dodawano do zaprawy murarskiej.  
Główne środki na budowę pochodziły od Wacława Domeyki i jego matki Anieli z Naruszewiczów Domeykowej. Jej zięć Stanisław Popławski, ofiarował dachówkę na pokrycie kościoła, którą przywieziono z Niemiec. W 1933 wyremontowano wieżę. Istotne remonty przeprowadzono w latach 1982-1990. 
W 1950 roku władze sowieckie aresztowały proboszcza ks. Stanisława Chodykę i zesłały do łagru, przez co kościół był zamknięty do 1951. 

## Opis
Dzwonnica kościoła ma wysokość 61 metrów (według innych źródeł 64), co czyni go najwyższym na Białorusi. Od północy do kościoła przylega park z rzeźbami Apostołów i kolumną z figurą św. Michała Archanioła. Przy kościele znajdują się charakterystyczne dla Litwy, bogato rzeźbione, drewniane krzyże. 
Nabożeństwa w kościele odbywają się w językach białoruskim, polskim i litewskim. Odbywają się tutaj koncerty organowe.

## Architektura
W kościele znajdują się organy z 1882 firmy Floriana Ostromęckiego z Wilna. Zostały zbudowane z elementów organów przeniesionych z kościołów w Ostrowcu i Szumsku, które zostały zamknięte w 1866 w ramach represji po powstaniu styczniowym.

## Galeria

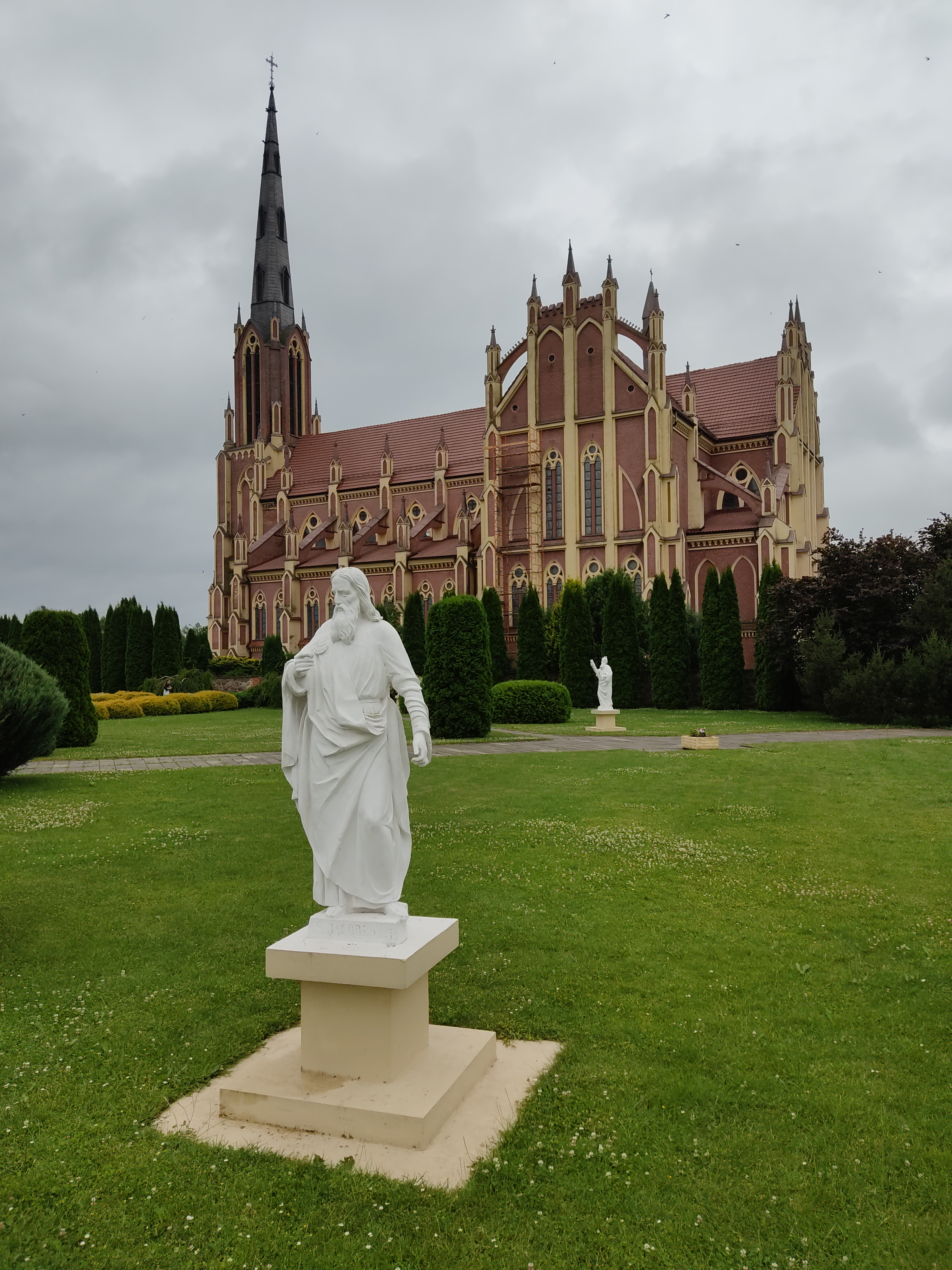
Ogród
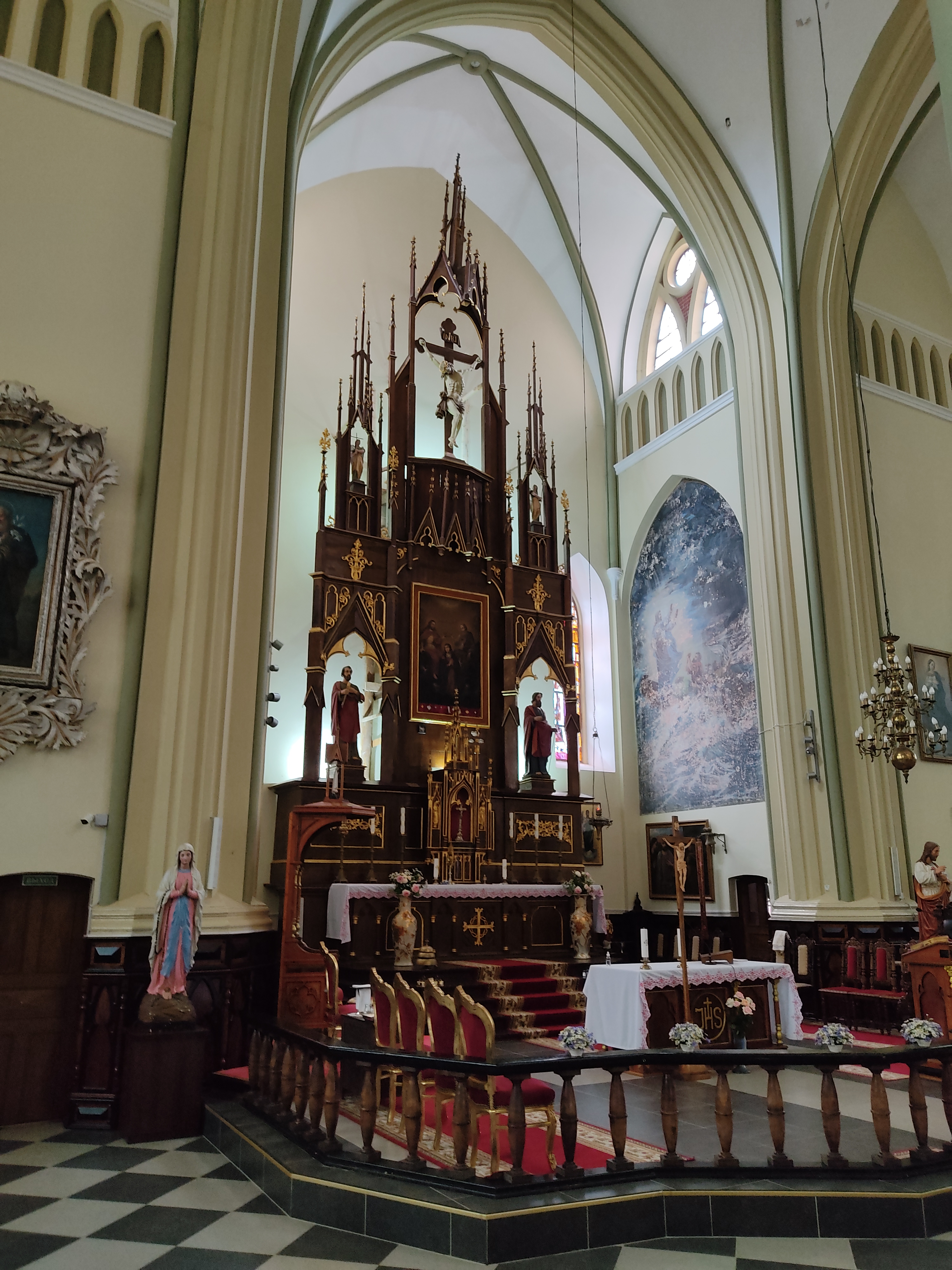
Ołtarz
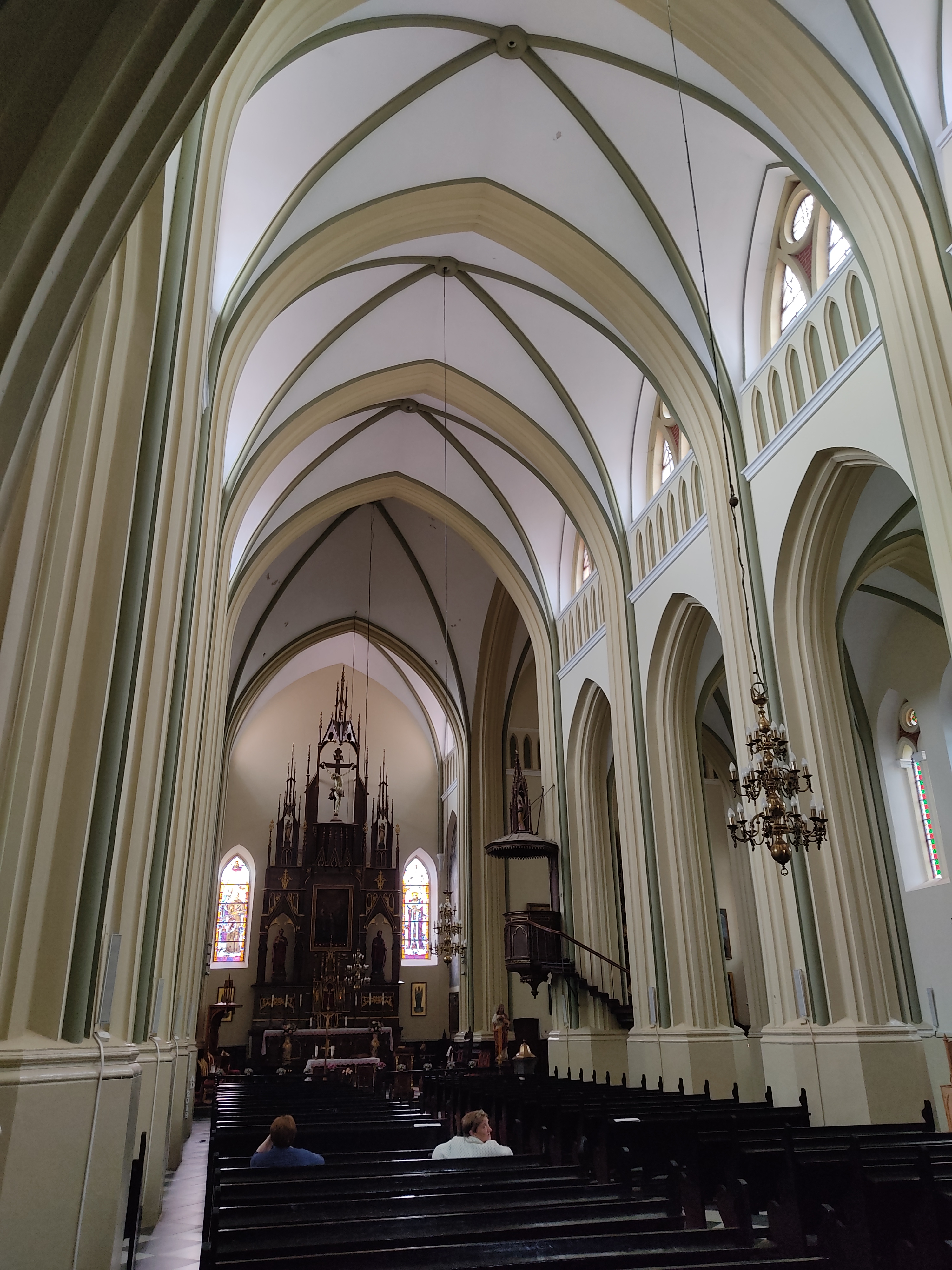
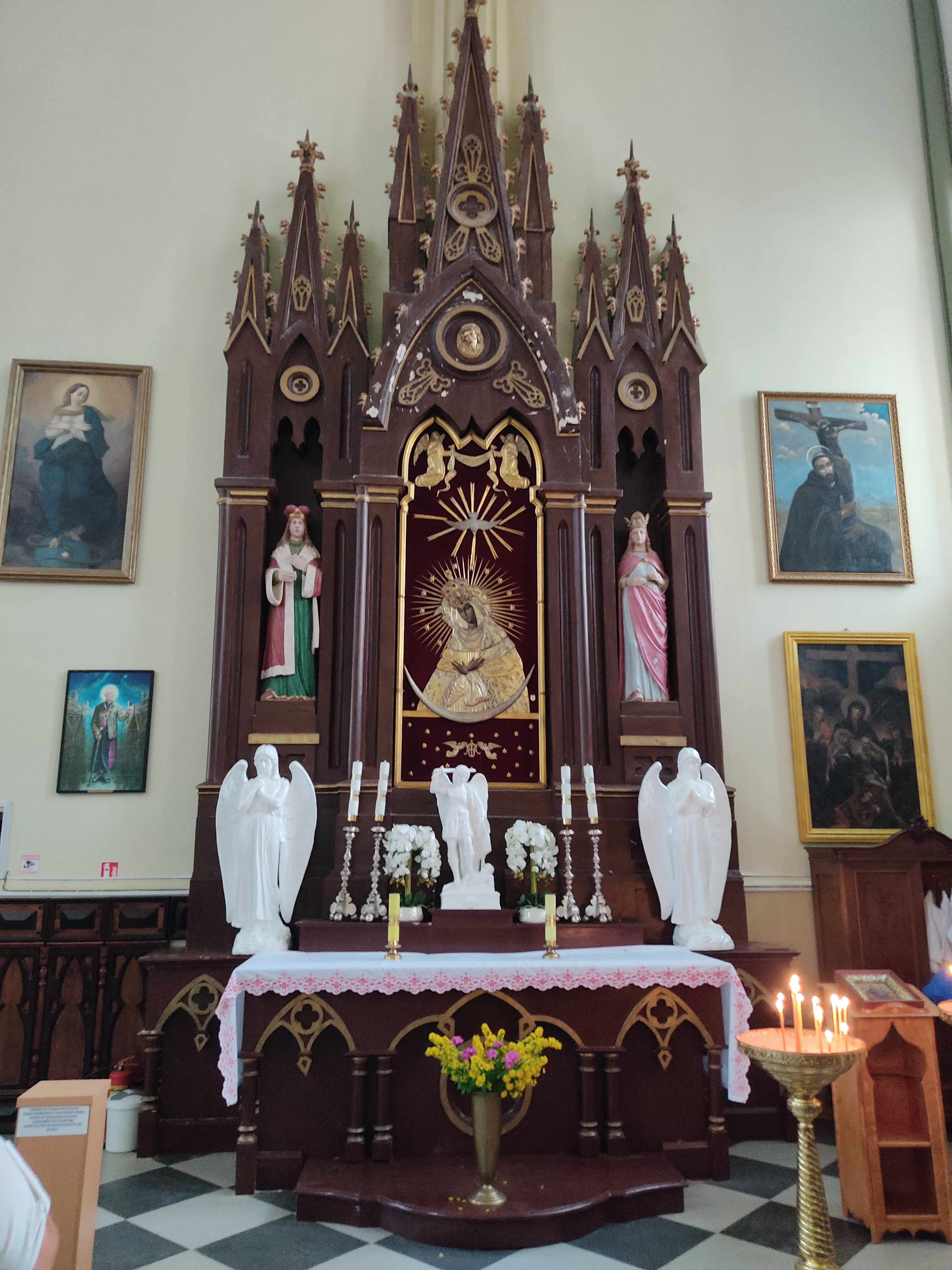
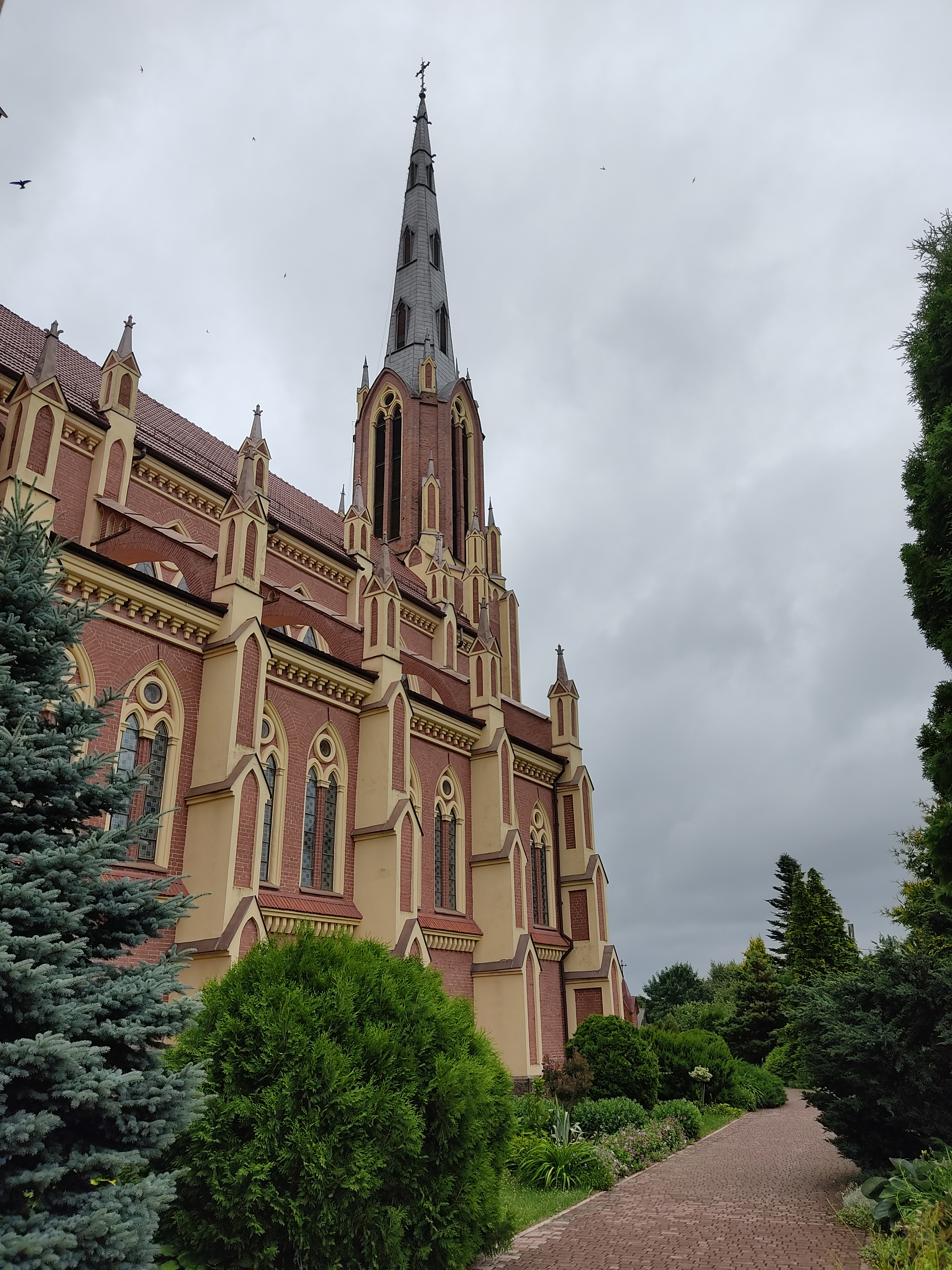
Przypory ściany kościoła
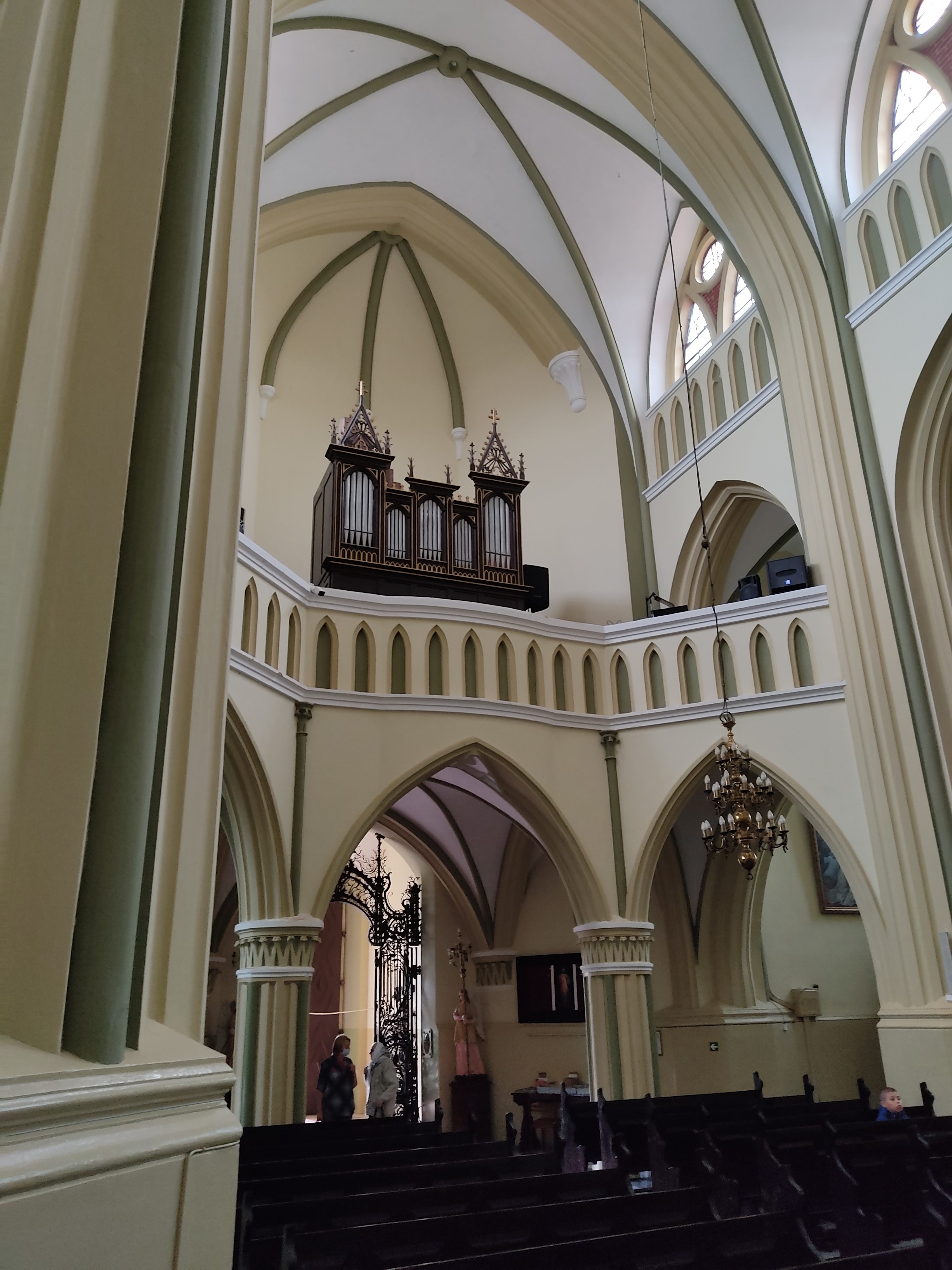
Organy